# Кулдига
Кулдига (произношение) (на латвийски: Kuldīga) е град в западна Латвия, намиращ се в историческата област Курземе. Градът е административен център на район Кулдига. През 2023 г. старата част на града е включена в списъка на ЮНЕСКО за световно културно наследство.

## История
За първи път Кулдига е споменат през 1242. По време на управлението на Великия майстор на рицарския орден в Курландия (1242-1245) Дитрих Грьонинген се построява замък, който първоначално се казва Йесусбург, а след това получава името Голдинген.
През 1347 Голдинген получава статут на град. През 1368 градът се присъединява към търговския съюз Ханза. През 1561 градът става резиденция на херцог Готхард Кетлер, а по-късно става столица на Курландия. По времето на управлението на херцог Якоб Кетлер икономиката в града е в подем, развиват се корабостроенето, производството на селитра и тухларството.
Голдинген губи икономическата и политическата си мощ заради полско-шведската война, Великата северна война и избухналата чумна епидемия, а градът е почти обезлюден. След подписването на Нищадския договор Кулдига става част от полско-литовския Жечпосполита и остава под полско управление до разпадането на съюза. През 1795 градът е завладян от руснаците. Кулдига става център на Курландската губерния, една от трите балтийски губернии.
През 19 век Кулдига преживява нов икономически подем. В града се появяват няколко големи производства: фабрика за дървообработка, фабрика за кибрити и фабрика за обработка на кожи. През 1881 в града живеят 9151 души. През 1886 тук се мести училището за учители, намирало се дотогава в Рига. През 1896 в Кулдига е основан Съюза на балтийските социалдемократи. След Първата световна война градът става част от обявилата независимост Латвия.
По време на Втората световна война настъпващите немски военни части извършват погроми над еврейското малцинство в Кулдига. С влизането на Вермахта и СС в града на евреите, които през 1935 са 1/10 от всички жители, са им отнети всички привилегии и удобства. По-късно всички евреи са събрани в местната синагога, където прекарват цели две седмици изолирани. След това в рамките на два дена всички евреи са разстреляни в горите около Кулдига от СС-овците, а имуществото им е разпродадено на местните жители.

## Известни личности
- Якоб Кетлер – херцог на Курландия
- Карл Юлиевич Давидов – руски композитор, музикален педагог и музикант
- Макс Вайнрайх – езиковед, специализирал в развиването на юдишкия език
- Ян Ернестович Рудсутак – съветски политик
- Макс Улманис – професор по химия
- Зелиг Калманович – филолог
- Гвидо Аугустс – художник
- Валдис Калнарозе – художник
- Илга Гранта – скулптор
- Дана Рейзниеце-Озола – политичка и шахматистка

## Побратимени градове
- Гестахт, Германия